# Crème de menthe
Crème de menthe er en sød, alkoholisk drik (likør) med pebermyntesmag. Crème de menthe produceres i en klar ("hvid") variant og i en grøn variant. Den grønne farve skyldes tilsætning af mynte, men visse producenter tilsætter i stedet grøn farve. 
Crème de menthe benyttes i forskellige cocktails, og kan tillige benyttes i madlavning og som tilsætning til chokolade.